# Síndrome de xoc tòxic
La síndrome de xoc tòxic (TSS, de l'anglès toxic shock syndrome) és una afecció causada per toxines bacterianes. Els símptomes poden incloure febre, erupcions cutànies, descamació de la pell i pressió arterial baixa. També pot haver-hi símptomes relacionats amb la infecció subjacent específica, com ara mastitis, osteomielitis, fasciïtis necrosant o pneumònia.
La síndrome de xoc tòxic sol ser causat per bacteris del tipus Streptococcus pyogenes o Staphylococcus aureus, encara que també hi poden intervenir d'altres. Existeix una síndrome similar, anomenada síndrome tòxica similar al xoc.
Pot afectar homes i dones de totes les edats. És més freqüent els països en vies de desenvolupament. Es va descriure per primera vegada el 1927. A causa de l'associació amb tampons molt absorbents, aquests productes van ser retirats de la venda.

## Causes
La síndrome de xoc tòxic és causada per una toxina produïda pels bacteris Staphylococcus aureus o, en el cas de la síndrome tòxica similar al xoc, per Streptococcus pyogenes, presents al cos humà.
Els primers casos descrits d'aquesta síndrome es van fer cap als anys 70 i 80 del segle xx, quan es van difondre els tampons de gran absorció, i es relacionaven principalment amb dones en període menstrual que estaven utilitzant tampons. En l'actualitat els fabricants de tampons els fabriquen menys absorbents, encara que calgui canviar-los més sovint, perquè no absorbeixin tanta flora vaginal i no quedi la vagina indefensa front als elements externs (per exemple el mateix tampó). Això ha fet descendir la incidència d'aquesta síndrome a causa dels tampons en un 40%.
D'altra banda, estudis posteriors han mostrat que pot aparèixer en dones que no estiguin usant tampons, o en nenes i postmenopàusiques, i també en homes. Actualment, una mica més de la meitat dels casos estan associats a l'ús del tampó i la resta a altres causes, com un part, avortament, ferides quirúrgiques en general, menstruació (sense ús de tampó), cirurgia, infecció per Staphylococcus aureus i tota mena d'altres cossos estranys que hom pugui introduir al cos, com els taps per aturar el sagnat nasal i els anticonceptius de barrera (diafragma, esponja vaginal, etc.).

## Símptomes
Els símptomes de la síndrome de xoc tòxic apareixen de manera sobtada i pot ser que no siguin tots presents. Inclouen febre sobtada a més de 39 °C, vòmits, diarrea, mal de cap, mal de gola, erupció cutània semblant a quan la pell es crema (es torna vermella) a causa del sol (i de fet es pot pelar al cap d'uns dies, també), dolors musculars, mareig i desmai.

## Tractament
La síndrome de xoc tòxic és una emergència mèdica. Aquesta síndrome és molt perillosa, ja que produeix la mort a la meitat dels casos i, als altres, és possible que reaparegui un cop finalitzada. El tractament comença abans de tot per extreure el possible objecte estrany que l'hagi pogut produir, si n'hi ha, com per exemple un tap al nas, i el drenatge de la zona afectada, en aquest exemple el nas, o pot ser una ferida quirúrgica, etc. Segons el cas, es poden administrar antibiòtics i si cal tractament enfocat a mantenir les funcions vitals importants que puguin estar afectades, com diàlisi (si hi ha problemes renals greus), mètodes per a controlar la pressió sanguínia o l'aplicació de líquids intravenosos.

## Incidència
Tot i que ha baixat molt des de fa trenta anys, la meitat de casos encara es dona en dones menstruants. La síndrome de xoc tòxic per infecció amb estreptococs és més freqüent en nens i gent gran. Altres poblacions amb risc inclouen persones amb diabetis, VIH, malalties cròniques pulmonars o malalties cardíaques.
A Europa la incidència de malaltia invasiva per Estreptococus Beta-hemolític del Grup A (EGA), segons un estudi de 2005, varia entre 0,4 casos anuals per a cada 100.000 habitants i 4,8 casos anuals per a cada 100.000 habitants. Des de 2002 a Europa hi ha un projecte, anomenat Strep-EURO, al qual participen 11 països (Espanya no) i que es dedica a la investigació i vigilància d'aquestes malalties. A Espanya no hi ha casos comptabilitzats i només hi ha casos descrits en persones drogodependents.

## TSS, tampons i compreses
Aquesta malaltia s'associa a nivells d'absorció molt alts als tampons, sembla que no a les compreses, i és per això que s'han deixat de fabricar tampons amb polímer superabsorbent (SAP). Els fabricants però van acordar que els seus envasos informarien sobre aquesta síndrome.